# John Dalrymple (12e comte de Stair)
Pour les articles homonymes, voir John Dalrymple.
John James Hamilton Dalrymple, 12e comte de Stair (1er février 1879 - 4 novembre 1961), titré vicomte Dalrymple entre 1903 et 1914, est un militaire écossais et un homme politique du Parti conservateur, plus tard du Parti unioniste.

## Carrière militaire et politique
Fils de John Dalrymple, 11e comte de Stair, il est nommé sous-lieutenant dans les Scots Guards le 16 février 1898 et promu lieutenant le 11 octobre 1899. Il combat pendant la Seconde guerre des Boers, où il participe à la marche pour occuper les capitales boers Bloemfontein (mars 1900) et Pretoria (juin 1900), et est présent aux batailles successives de Diamond Hill (11-12 juin 1900) et Bergendal (21-27 août 1900).
Après la fin des hostilités début juin 1902, il quitte Le Cap à bord du SS Orotava et arrive à Southampton le mois suivant. Plus tard, il combat pendant la Première Guerre mondiale. Il est capturé par les Allemands lors de la Grande Retraite en 1914 et reste prisonnier jusqu'en 1917, date à laquelle il est rapatrié pour des raisons médicales, en raison d'une dégradation de sa vue. Il reçoit l'Ordre du service distingué en 1919 et prend sa retraite la même année au grade de lieutenant-colonel.
Lord Dalrymple siège comme député du Wigtownshire de 1906 à 1914, date à laquelle il succède à son père dans le comté et entre à la Chambre des lords. Lord Stair est plus tard Lord High Commissioner à l'Assemblée générale de l'Église d'Écosse en 1927 et 1928. De 1931 à 1932, il est président de l'influente organisation écologiste Cockburn Association.

## Famille
Le 20 octobre 1904, il épouse Violet Evelyn Harford, fille unique du colonel Frederick Henry Harford et Florence Helen Isabella Parsons, petite-fille de Lawrence Parsons, 2e comte de Rosse, et arrière-petite-fille et héritière d'Henry Harford (en), dernier gouverneur propriétaire du Maryland . Ils ont six enfants:
- Jean Margaret Florence Dalrymple (15 août 1905 - 3 octobre 2001); épouse le lieutenant-colonel Arthur Niall Talbot Rankin, un officier des Scots Guards dans la réserve d'urgence. Elle est une dame d'honneur de la reine Elizabeth la reine mère de 1947 à 1982[8].
- John Aymer Dalrymple, 13e comte de Stair (9 octobre 1906 - 26 février 1996)
- Marion Violet Dalrymple (1er février 1908 - 18 juin 1995)
- Hew North Dalrymple (27 avril 1910 - 24 mai 2012)
- Andrew William Henry Dalrymple (10 mai 1914 - 25 décembre 1945), cofondateur de Chilton Aircraft, tué dans un accident d'avion
- Colin James Dalrymple (19 février 1920 - 12 janvier 2017)